# Copa de la CERS 2007-2008
La vint-i-vuitena edició de la Copa de la CERS, s'inicià el 20 d'octubre de 2007 i finalitzà el 20 d'abril de 2008. Fou la primera temporada en la que s'introduí a la competició el sistema de fase final conegut com a final-four.
La fase final del torneig (semifinals i final) es disputà a la localitat bretona de Dinan, més concretament a les instal·lacions esportives Salle Omnisports de Dinan, entre el 19 i el 20 d'abril de 2008. Els àrbitres destinats a aquests partits foren: Xavier Jacquart (França), Bernd Ullrich (Alemanya), Derek Bell (Anglaterra) i Paulo Venâncio (Portugal).

## Llegenda
| En negreta = Resultat de l'equip guanyador (p) = Gol de penalti (pro.) = Gol en pròrroga |

## Ronda preliminar
| Anada 20 d'octubre 2007 Tornada 17 de novembre 2007 |             |                  |  |
| US Coutras RH                                       | 8-2 / 2-8   | RHC Wolfurt      |  |
| RSV Weil                                            | 1-10 / 6-2  | Güell Voltregà   |  |
| RHC Dornbirn                                        | 0-5 / 5-1   | RSC Uttigen      |  |
| SC Thunerstern                                      | 4-3 / 7-5   | ERG Iserlohn     |  |
| Viva Hàbitat Blanes                                 | 10-1 / 3-7  | RESG Walsum      |  |
| SK Germania Herringen                               | 1-1 / 8-1   | CD Portasantense |  |
| Bury St. Edmunds RHC                                | 1-13 / 15-4 | CGC Viareggio    |  |
| Hockey Breganze                                     | 2-1 / 4-1   | Genève RHC       |  |
| Grup Lloret                                         | 6-1 / 5-3   | Hockey Trissino  |  |

## Octaus de final
| Anada 15 de desembre 2007 Tornada 19 de gener 2008 |            |                     |  |
| US Coutras RH                                      | 4-3 / 7-4  | Genève RHC          |  |
| CD Portasantense                                   | 13-0 / 2-6 | ERG Iserlohn        |  |
| Stade Ploufraganais                                | 2-8 / 6-1  | Viva Hàbitat Blanes |  |
| La Vendéenne                                       | 5-6 / 2-4  | RSC Uttigen         |  |
| AS Merignac                                        | 2-7 / 6-4  | Hockey Novara       |  |
| Cemex Tenerife                                     | 2-0 / 3-2  | Güell Voltregà      |  |
| Hockey Valdagno                                    | 7-2 / 4-4  | SCRA Saint-Omer     |  |
| Grup Lloret                                        | 3-0 / 2-1  | CGC Viareggio       |  |

## Quarts de final
| Anada 16 de febrer 2008 Tornada 15 de març 2008 |           |                     |  |
| La Vendéenne                                    | 0-2 / 4-0 | Cemex Tenerife      |  |
| Hockey Novara                                   | 1-2 / 6-3 | Viva Hàbitat Blanes |  |
| CD Portasantense                                | 2-3 / 4-3 | Hockey Valdagno     |  |
| Genève RHC                                      | 1-7 / 3-3 | Grup Lloret         |  |

## Final four
Els horaris corresponen a l'hora d'estiu de Bretanya (zona horària: UTC+2).
|  | Semifinals                                   | Semifinals     |   |  | Final                                        | Final |  |
|  |                                              |                |   |  |                                              |       |  |
|  | 19 d'abril - Dinan Salle Omnisports de Dinan |                |   |  |                                              |       |  |
|  | Viva Hàbitat Blanes                          | 3              |   |  |                                              |       |  |
|  | Cemex Tenerife                               | 5              |   |  |                                              |       |  |
|  |                                              |                |   |  |                                              |       |  |
|  |                                              |                |   |  | 20 d'abril - Dinan Salle Omnisports de Dinan |       |  |
|  |                                              |                |   |  | Hockey Valdagno                              | 5     |  |
|  |                                              | Cemex Tenerife | 6 |  |                                              |       |  |
|  |                                              |                |   |  |                                              |       |  |
|  |                                              |                |   |  |                                              |       |  |
|  |                                              |                |   |  |                                              |       |  |
|  | 19 d'abril - Dinan Salle Omnisports de Dinan |                |   |  |                                              |       |  |
|  | Grup Lloret                                  | 2              |   |  |                                              |       |  |
|  | Hockey Valdagno                              | 6              |   |  |                                              |       |  |

### Semifinals
| 19 d'abril de 2008 19:00             |     |                                               |                                                              |
| Viva Hàbitat Blanes                  | 3-5 | Cemex Tenerife                                | Salle Omnisports de Dinan Àrbitres: B. Ullrich i X. Jacquart |
| Armengol 6' (p) Raed 10' Ridaura 49' |     | Burgoa 5', 48' Alen 17' Costa 35' Sánchez 45' | Salle Omnisports de Dinan Àrbitres: B. Ullrich i X. Jacquart |

| 19 d'abril de 2008 21:00   |     |                                                             |                                                           |
| Grup Lloret                | 2-6 | Hockey Valdagno                                             | Salle Omnisports de Dinan Àrbitres: P. Venâncio i D. Bell |
| Rodríguez 39' M. Tibau 41' |     | D. Motaran 3' Nicolia 6', 31' Cocco 40', 46' M. Motaran 47' | Salle Omnisports de Dinan Àrbitres: P. Venâncio i D. Bell |

### Final
| 20 d'abril de 2008 17:00                             |                  |                                           |                                                               |
| Hockey Valdagno                                      | 4-4 penals (1-2) | Cemex Tenerife                            | Salle Omnisports de Dinan Àrbitres: P. Venâncio i X. Jacquart |
| M. Motaran 29' Uribe 31' Cocco 33' Nicolia 39' 1 (p) |                  | Costa 16', 55' Sánchez 18' Alen 48' 2 (p) | Salle Omnisports de Dinan Àrbitres: P. Venâncio i X. Jacquart |

|                       |
| Campió CEMEX TENERIFE |

## Màxims golejadors
| Jugador                 | Equip               | Gols |
| ----------------------- | ------------------- | ---- |
| Carlos Nicolia          | Hockey Valdagno     | 16   |
| Osvaldo Raed            | Viva Hàbitat Blanes | 10   |
| Xavier Lladó            | Viva Hàbitat Blanes | 9    |
| Raül Pelicano           | Grup Lloret         | 8    |
| Francesco Dolce         | CGC Viareggio       | 8    |
| Mattia Cocco            | Hockey Valdagno     | 8    |
| Àlex Ridaura            | Viva Hàbitat Blanes | 7    |
| Jordi Rodríguez "Rodri" | Grup Lloret         | 7    |
| Germán Dates            | CD Portasantense    | 7    |
| Alan Fernandes          | CD Portasantense    | 7    |
| Ricardo Rodríguez       | Hockey Novara       | 7    |